# 太平洋潜鸟
太平洋潛鳥（學名：Gavia pacifica）是潜鸟目下的一种鸟类。该鸟冬季在北极圈内繁殖，至冬季则前往南方的沿海地区与湖泊越冬。太平洋潜鸟会在繁殖季长出黑白相间的婚羽，在非繁殖季则为黯淡的灰色。同其他潜鸟一样，太平洋潜鸟栖息于湖泊、海洋等大型水体中。该鸟主要以鱼为食。繁殖季的太平洋潜鸟性情暴躁，有强烈的领地意识。

## 物种命名
太平洋潜鸟于1858年由美国商人乔治·纽博尔德·劳伦斯正式描述并命名。其属名“Gavia”来自于古罗马博物学家老普林尼对潜鸟的称呼 ，种加词则意为“太平洋”。

## 种间关系
|  | 太平洋潜鸟                                            |
|  |                                                       |
|  | \| \| 普通潜鸟 \| \| \| \| \| \| 黄嘴潜鸟 \| \| \| \| |
|  |                                                       |
|  | 普通潜鸟                                              |
|  |                                                       |
|  | 黄嘴潜鸟                                              |
|  |                                                       |

|  | 普通潜鸟 |
|  |          |
|  | 黄嘴潜鸟 |
|  |          |

|  | 太平洋潜鸟                                            |
|  |                                                       |
|  | \| \| 普通潜鸟 \| \| \| \| \| \| 黄嘴潜鸟 \| \| \| \| |
|  |                                                       |
|  | 普通潜鸟                                              |
|  |                                                       |
|  | 黄嘴潜鸟                                              |
|  |                                                       |

|  | 普通潜鸟 |
|  |          |
|  | 黄嘴潜鸟 |
|  |          |

|  | 太平洋潜鸟                                            |
|  |                                                       |
|  | \| \| 普通潜鸟 \| \| \| \| \| \| 黄嘴潜鸟 \| \| \| \| |
|  |                                                       |
|  | 普通潜鸟                                              |
|  |                                                       |
|  | 黄嘴潜鸟                                              |
|  |                                                       |

|  | 普通潜鸟 |
|  |          |
|  | 黄嘴潜鸟 |
|  |          |

|  | 太平洋潜鸟                                            |
|  |                                                       |
|  | \| \| 普通潜鸟 \| \| \| \| \| \| 黄嘴潜鸟 \| \| \| \| |
|  |                                                       |
|  | 普通潜鸟                                              |
|  |                                                       |
|  | 黄嘴潜鸟                                              |
|  |                                                       |

|  | 普通潜鸟 |
|  |          |
|  | 黄嘴潜鸟 |
|  |          |

太平洋潜鸟与其他潜鸟的系统发生学关系尚有争议。过去学界认为拆分自太平洋潜鸟且外貌十分相似的黑喉潜鸟是其姐妹种，二者在约450万年前分化。然而，线粒体DNA和内含子证据则认为太平洋潜鸟的姐妹群是普通潜鸟和黄嘴潜鸟，这三者组成的演化支才是黑喉潜鸟的姐妹群。

## 外貌描述

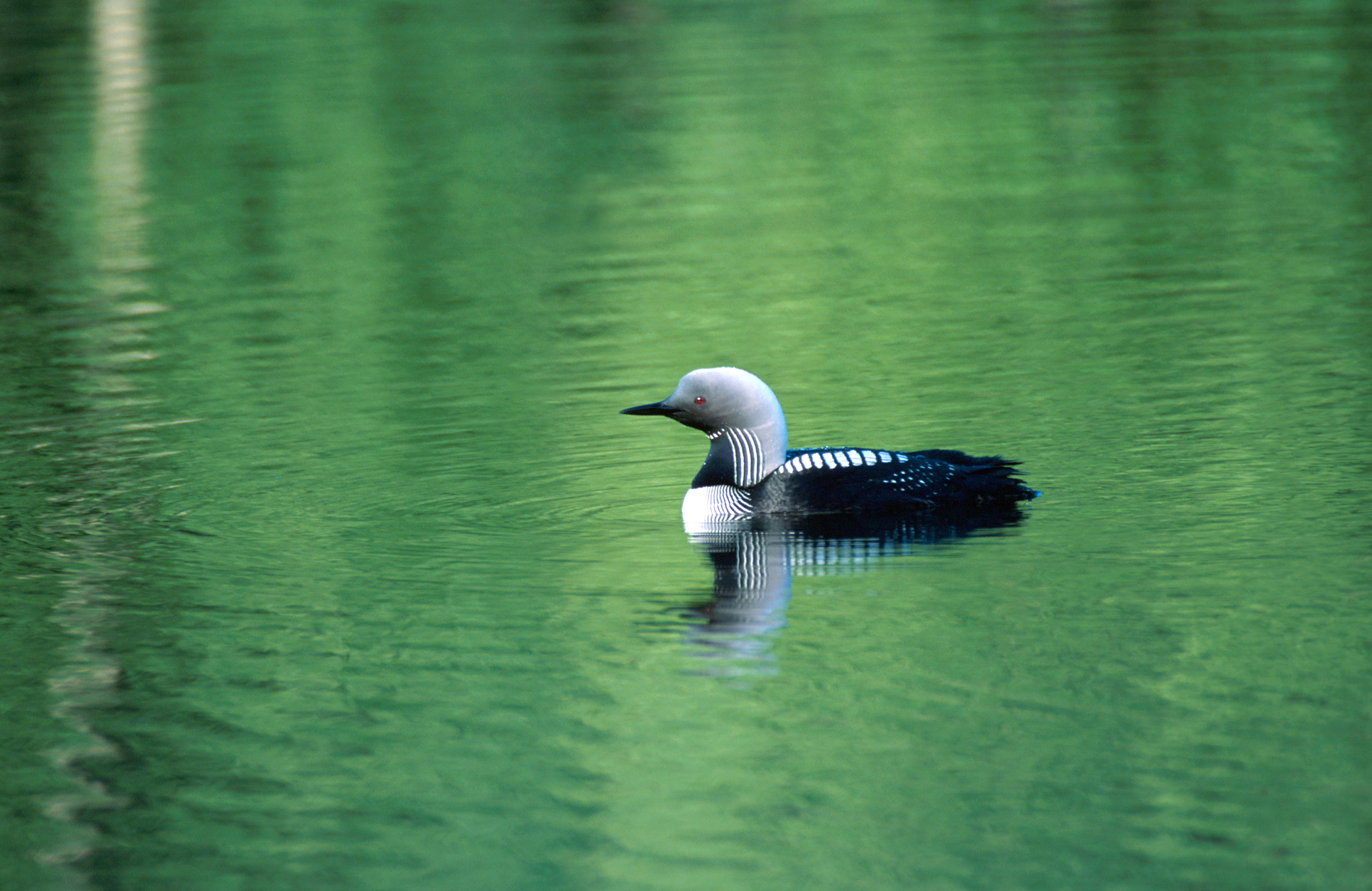
繁殖季的太平洋潜鸟，摄于阿拉斯加；注意其黑色的上半身、红色瞳孔以及白色条纹

比起普通潜鸟，太平洋潜鸟更为瘦小。繁殖季的成年太平洋潜鸟头部为灰色，背部和羽冠为淡灰色，上半身为黑色且带有白色斑纹。其脸颊和喉咙可能会带有紫色光泽。该鸟鸟喙为和足部为黑色，瞳孔为深红色。繁殖季外和未成年个体的上半身则是深灰褐色，羽毛边缘有一小撮白色，有些个体喉部还会有一道黑带。太平洋潜鸟的足部位于其躯干末端。这一结构一方面利于其游泳，但另一方面使得其在陆地上的移动非常不便。该鸟体长58—74厘米，翼展110—128厘米，重1.0—2.5千克。

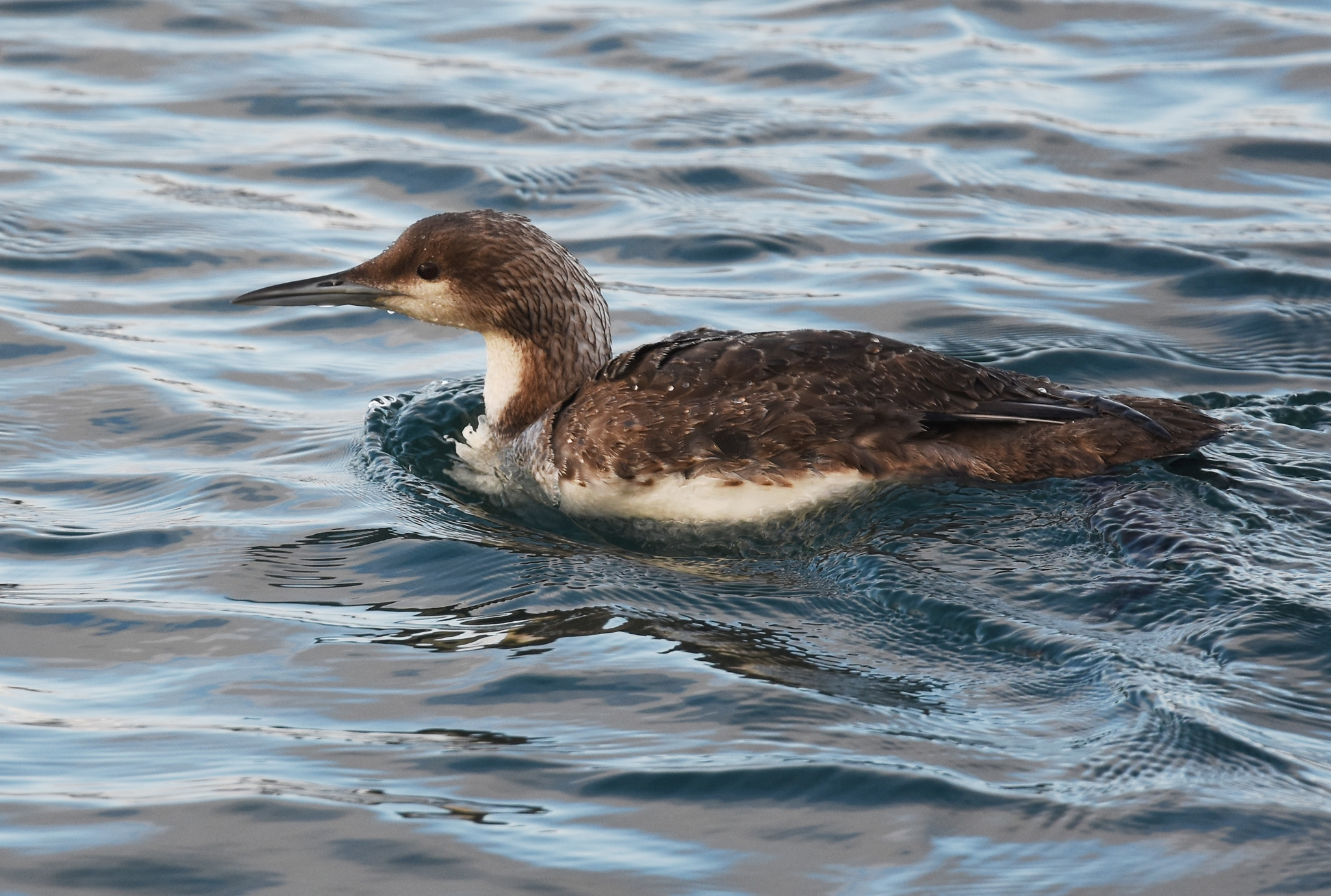
非繁殖季的太平洋潜鸟，摄于美国圣迭戈；注意其灰色的身体

## 物种分布
太平洋潜鸟为候鸟。该鸟于夏季在加拿大北部、阿拉斯加和东西伯利亚等地的湖泊中筑巢繁殖，至冬季则会前往朝鲜半岛、中国、日本、美国西部和中部以及墨西哥等地的近海以及湖泊越冬。美国东海岸、斯堪的纳维亚、不列颠甚至是西班牙等地区亦有其迷鸟记录。

## 生态与习性

### 栖息地
太平洋潜鸟一般在冻土或针叶林中的湖泊和池塘筑巢繁殖。一般而言，水域需至少有数亩大。该鸟栖息的冻土湖泊沿岸往往有茂密的植被。太平洋潜鸟多栖息于平坦的低地，但偶尔也会在山脚下的水体筑巢。该鸟有时会在其巢穴所在的水体内捕食，在哺育雏鸟时尤甚，但其亦常前往临近的河湖觅食。在迁徙途中，太平洋潜鸟会在有上升流的海域、鱼类繁殖地或其他食物充足处停留捕食。越冬的太平洋潜鸟生活于猎物丰沛的运河、海湾、海峡和河口湾，其更偏好沙质海床的海域。

### 觅食
太平洋潜鸟为潜水捕鱼的特化种，但也会食用甲壳类、昆虫、软体动物和植物，尤其是在繁殖季。在水下时，其会用足部来划水和控制方向，同时翅膀会合拢。该鸟在潜入水中前有可能会反复将头部插入水中以侦查猎物。当在开阔海域时，一群太平洋潜鸟可能会聚集于鱼群上方，一同潜水捕鱼。海雀、鸬鹚、鸥和其他种类的潜鸟有时也会加入太平洋潜鸟的觅食群体。如果太平洋潜鸟没有在返回水面前吞下猎物，其可能会被意图抢夺食物的鸥类攻击。在繁殖季，太平洋潜鸟有时会在岸边徘徊，寻觅无须潜水获取的食物。此外，同其他潜鸟一样，太平洋潜鸟会在砂囊贮存胃石以磨碎食物。

### 繁殖
太平洋潜鸟为一夫一妻制物种，且有时会形成终身的配偶关系。该鸟的求偶行为有将鸟喙插入水中，以及与潜在配偶一同潜入水下。雄鸟有时会为争夺配偶而用鸟喙戳刺彼此，这一行为可能会造成一方重伤。在确定配偶后，雄鸟和雌鸟会共同选择一处领地筑巢，并会奋力保护这片领地直至繁殖季结束。由于太平洋潜鸟抵达繁殖地较早，冰面往往尚未化开。如遇此种情况，其会等候至水面解冻再确认领地。该鸟的鸟巢一般位于岸边或是湖中岛屿上，一般呈碗状，宽约23厘米，深约2.5厘米。配偶双方均会参与筑巢，一般只需数小时即可完工。然而，有些太平洋潜鸟会建筑漂浮于水面上的鸟巢，这种鸟巢需要1—2天才能完成。太平洋潜鸟一年只会产下一窝蛋。每窝蛋一般有2枚，有时会只有1枚，而出现3枚蛋的情况则非常罕见。其蛋为斑驳的褐色或橄榄色，长约7厘米，宽约4.5厘米。其蛋约需23—28天孵化，期间双方亲鸟均会参与孵蛋，但雌性会比雄性花费更多的时间。刚出生的幼鸟遍体绒毛，一两天后就会和父母一同下水离巢，但在晚上会回巢休息。亲鸟有时会将出巢的幼鸟驮在背上。幼鸟一般在60—65天大时首次飞行。在繁殖季期间，太平洋潜鸟有强烈的领地意识，会驱逐任何试图闯入其领地的动物。当巢中有幼鸟时，一只亲鸟会前去保护幼鸟，另一只则会用鸟喙猛刺闯入者。有研究指出太平洋潜鸟成功驱逐闯入者的成功率高达九成。由于其天性暴躁，该鸟甚至可能在保护领地时杀死闯入者。甚至有科学家在阿拉斯加州观察到一只太平洋潜鸟对飞过的飞机做出威胁动作。太平洋潜鸟的世代长度为9.8年。

### 鸣叫
太平洋潜鸟最常在春夏两季鸣叫。在捕食时，其会发出尖锐而短暂的“啊”声。繁殖季的太平洋潜鸟还会发出类似于约德尔唱法的声音或是长而怪异的哀嚎声。这两种声音均十分嘹亮，可在数千米之外听到。此外，太平洋潜鸟还会发出连续的“咳”声以及其他各种咯咯声、咆哮声和吠声 。

## 种群保育
目前，太平洋潜鸟的种群十分庞大，有统计认为目前有超过84万只成年个体存世。对阿拉斯加种群的深入统计则认为先前统计可能低估了太平洋潜鸟的总数，加之其分布范围十分广泛且种群正在上升，IUCN将该物种评为无危。然而，油气资源的开发可能会破坏其繁殖地，而过去采矿业所带来的汞污染则可能随生物富集作用积累在该鸟体内，进而影响其健康。此外，太平洋潜鸟亦可能将有毒塑料吞入体内，但由于其主要通过潜水捕鱼的方式获取食物而塑料多漂浮于水面上，其接触塑料的可能性相对较小。

## 延伸閱讀
- Birch, A. and Lee, C-T, 1997, Field identification of Arctic and Pacific Loons, Birding  29: 106-115.
- Birch, A and Lee, C-T, 1995, Identification of the Pacific Diver - a potential vagrant to Europe, Birding World 8: 458-466.
- Harrison, Seabirds ISBN 0-7470-1410-8

## 外部連結
- 太平洋潛鳥的郵票（页面存档备份，存于）
- 太平洋潛鳥的圖片的影片（页面存档备份，存于）